# Đại Phúc (phường)
Đại Phúc là một phường thuộc thành phố Bắc Ninh, tỉnh Bắc Ninh, Việt Nam.
Phường Đại Phúc có diện tích 4,61 km², dân số năm 2003 là 10.073 người, mật độ dân số đạt 2.185 người/km².